# Districte de Goms

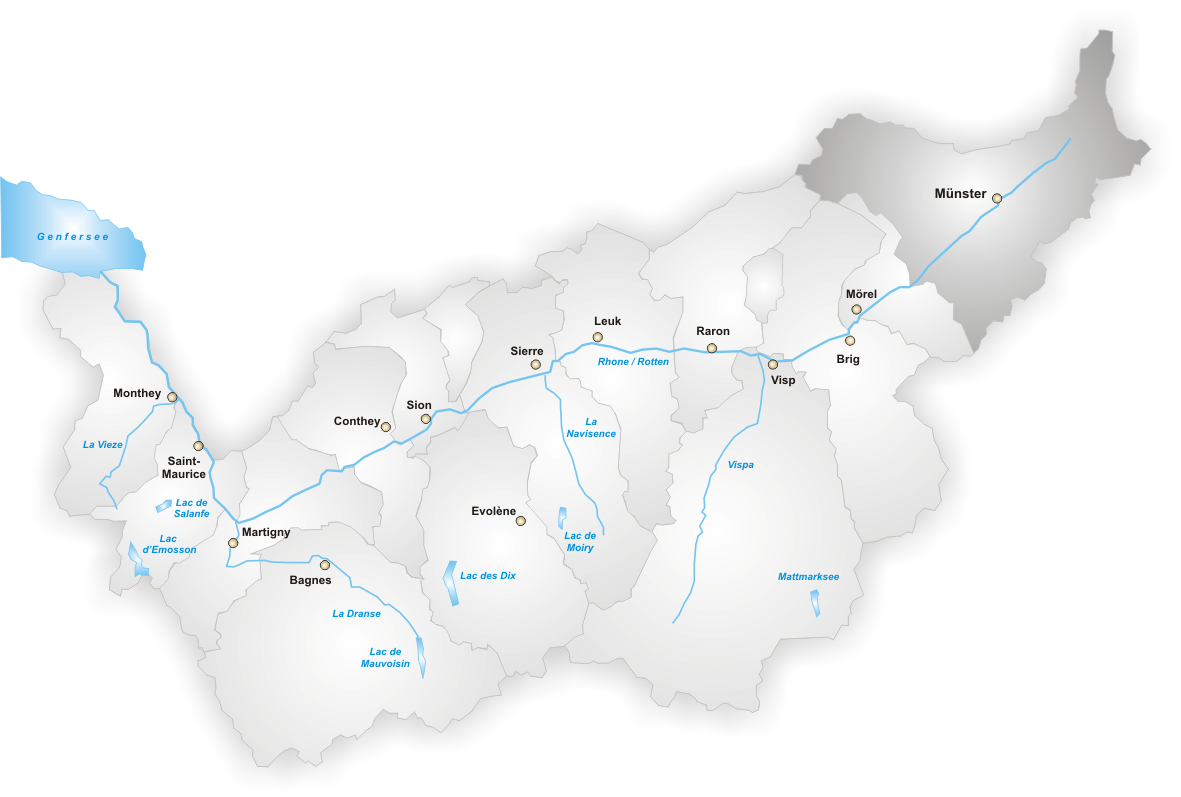
El Districte de Goms

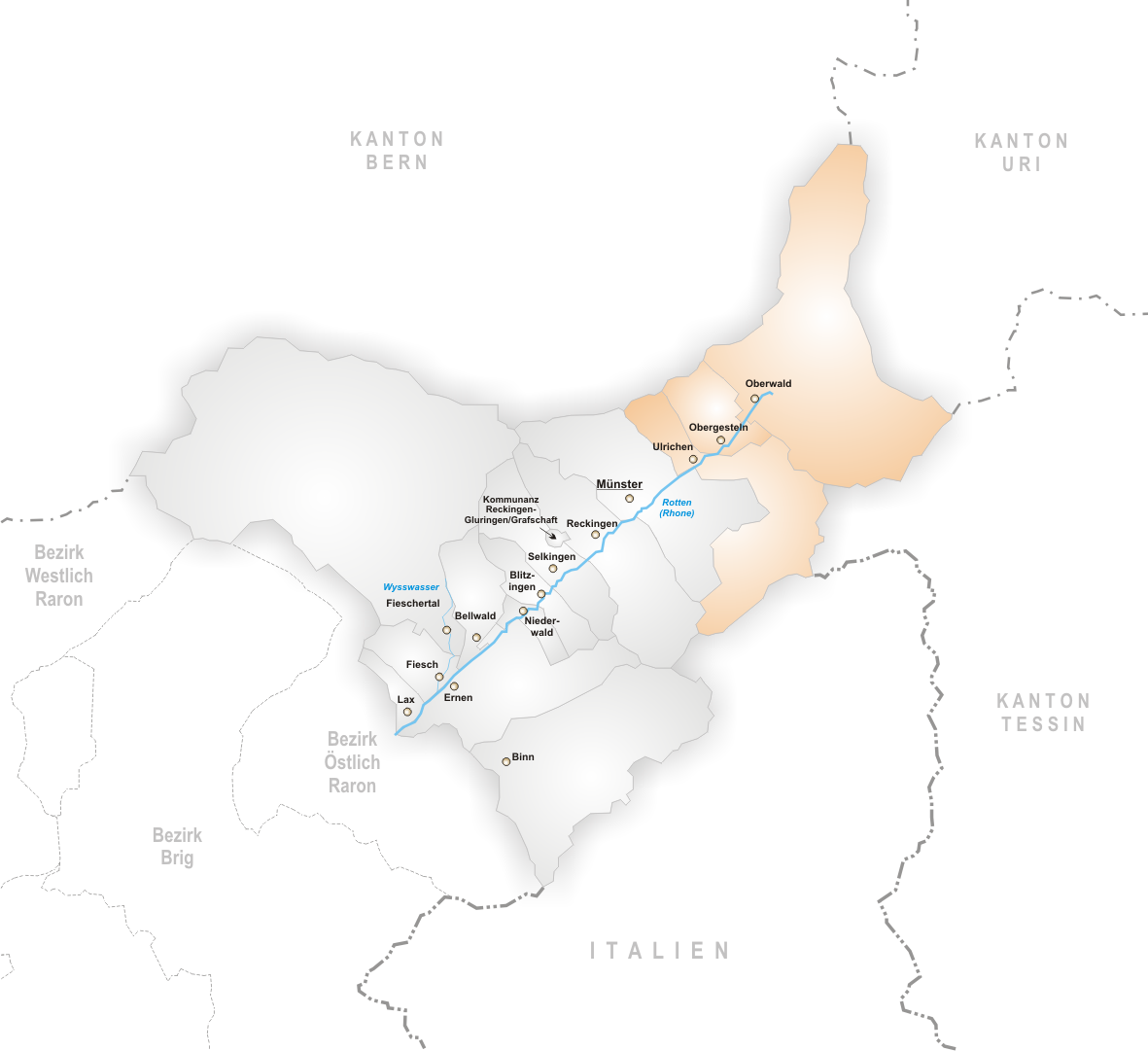
Municipis del districte de Goms

El Districte de Goms (en francès District de Conches) és un dels 13 districtes del cantó suís del Valais. Té una població de 4728 habitants (cens de 2006) i una superfície de 588,3 km². Està compost per 12 municipis i el cap del districte és Münster-Geschinen.

## Municipis
- 3997 - Bellwald
- 3996 - Binn
- 3981 - Blitzingen
- 3995 - Ernen
- 3984 - Fiesch
- 3984 - Fieschertal
- 3989 - Grafschaft
- 3994 - Lax
- 3985 - Münster-Geschinen
- 3981 - Niederwald
- 3981/3988/3999 - Obergoms
- 3998 - Reckingen-Gluringen